# کوبیازی
کوبیازی (به لاتین: Kubiyazy) یک منطقهٔ مسکونی در روسیه است که در باشقیرستان واقع شده‌است.